# Neolophonotus natalensis
Neolophonotus natalensis là một loài ruồi trong họ Asilidae. Neolophonotus natalensis được Ricardo miêu tả năm 1920. Loài này phân bố ở vùng nhiệt đới châu Phi.